# Strzeleczki
Strzeleczki est une localité polonaise et siège de la gmina du même nom, située dans le powiat de Krapkowice en voïvodie d'Opole.

## Histoire
De 1743 à 1945, Klein Strehlitz fait partie de l'arrondissement de Neustadt-en-Haute-Silésie dans la district d'Oppeln au sein de la province de Silésie.